# Frank Pepe Pizzeria Napoletana
Frank Pepe Pizzeria Napoletana, znana również jako Pepe’s – restauracja w New Haven, Connecticut. Pizzeria została założona w 1925 roku, jest jedną z najstarszych i najbardziej znanych pizzerii w Stanach Zjednoczonych.

## Frank Pepe
Założyciel Pepe’s Pizzeria – Frank Pepe – urodził się 15 kwietnia 1893 roku w Maiori we Włoszech. W roku 1909, jako szesnastolatek, wyemigrował do New Haven i podjął pracę w fabryce. Podczas I wojny światowej powrócił do Włoch aby walczyć za ojczyznę. Po powrocie otrzymał pracę w piekarni na Wooster Street. Zarobione pieniądze zainwestował w wóz, z którego sprzedawał swoje pizze. Odniósł sukces, dzięki czemu był w stanie przejąć firmę swojego pracodawcy i przekształcić ją w pierwszą „Frank Pepe Pizzeria Napoletana”, co miało miejsce 16 czerwca 1925 roku.
Frank Pepe zmarł 6 września 1969 roku.

## Historia restauracji
Działka, na której początkowo znajdowała się restauracja Pepe, należała do rodziny Boccamiello. W 1936 roku zmusili Franka Pepe do odejścia, aby mogli założyć własną pizzerię w lokalu, który przemianowali na The Spot. Pepe przeniósł swoją restaurację do obecnej lokalizacji obok ówczesnej pizzerii The Spot. W 1981 roku rodzina Pepe odkupiła The Spot od rodziny Boccamiello, przejmując lokal.
W alejce pomiędzy The Spot a Pepe’s, siostrzeniec Boccamiello, Miś (ang. Bear), otwierał małże i sprzedawał je przechodniom na połowie muszli. Restauracja Pepe’s skopiowała ten pomysł i zaczęła w barze serwować małże w podobnej formie – na połówce muszli. Z biegiem czasu zdecydowano się układać małże na pizzy. Obecnie pizza z małżami jest charakterystyczna dla pizzerii w New Haven. Na sieć restauracji składa się 9 lokali.
Wszystkie restauracje Pepe’s Pizzeria oferują dokładnie to samo menu.